# Хабаровская епархия
Хаба́ровская епа́рхия — епархия Русской православной церкви, объединяющая приходы и монастыри в пределах города Хабаровска, а также Хабаровского и Амурского районов Хабаровского края. Входит в состав Приамурской митрополии.
Кафедральный собор — Преображенский в Хабаровске. Правящий архиерей епархии титулуется Хабаровским и Приамурским; с декабря 2018 года — Артемий (Снигур).

## История

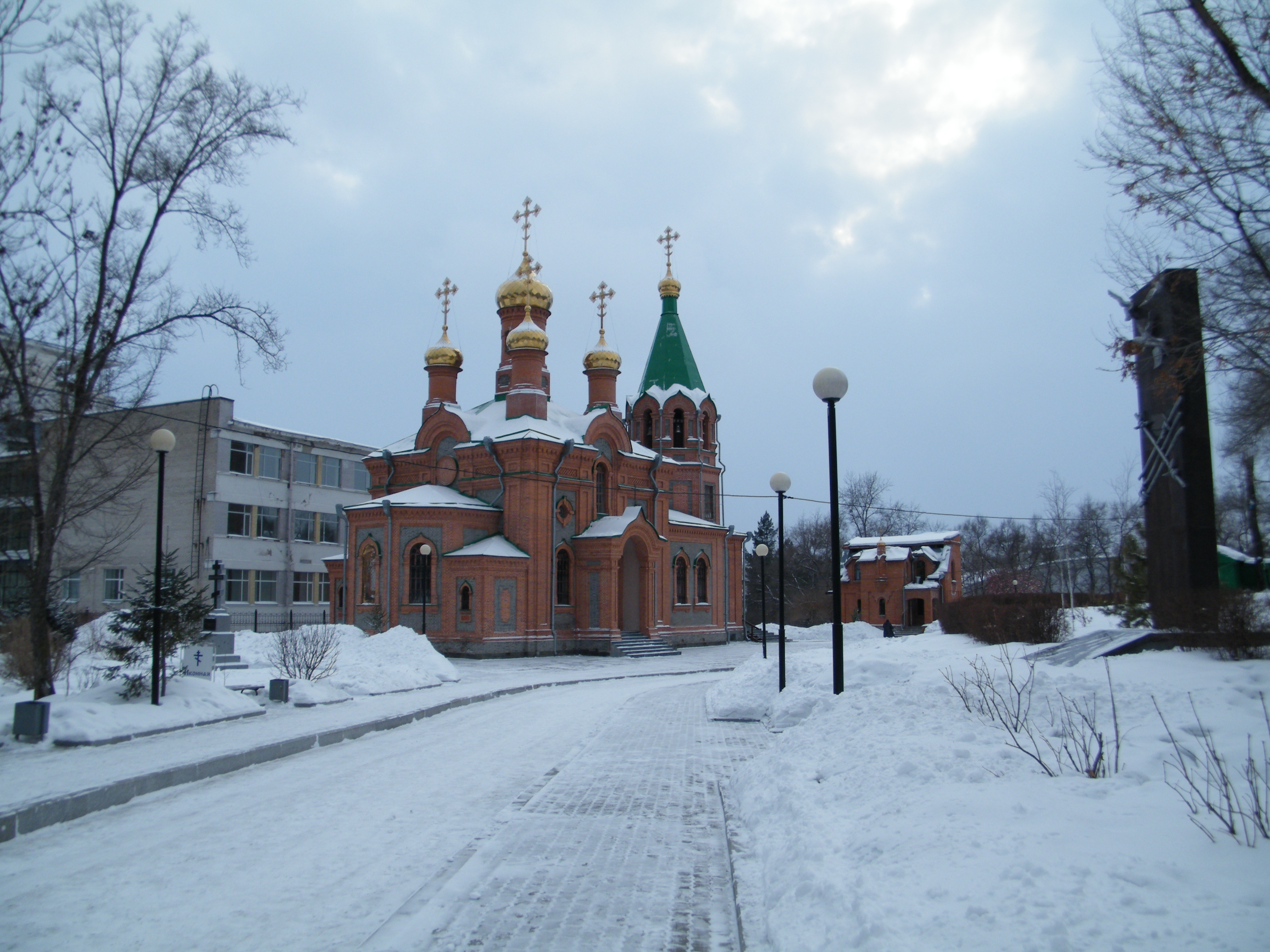
Храм Святителя Иннокентия Иркутского в Хабаровске
Первая в городе каменная церковь.

Храм Серафима Саровского в Хабаровске

К 1925 году на территории Хабаровского края 20 приходов и 27 приписанных к ним клириков уклонились в обновленчество. Верными Патриаршей Церкви остались 21 приход и чуть более 30 священнослужителей и монахов. Для укрепления Православия на дальнем Востоке в 1925 году была учреждена Хабаровская викарная кафедра Благовещенской епархии, просуществовавшая до 1933 года, до времени закрытия в Приамурье последнего храма.
Религиозная жизнь в крае начала возрождаться в 1943 году, когда в Хабаровске был открыт первый на Дальнем Востоке храм. 25 декабря 1945 года Священный синод РПЦ принял постановление о назначении в Хабаровск епископа с титулом «Хабаровский и Владивостокский». Но епархия сохраняла самостоятельное управление лишь до октября 1949 года, после чего вдовствующей епархией управляли Иркутские иерархи.
19 июля 1988 года Священный синод РПЦ восстановил самостоятельное управление Хабаровской и Владивостокской епархией, территорию которой составили Хабаровский и Приморский края, Амурская, Сахалинская, Магаданская и Камчатская области, Еврейская автономная область.
Решением Синода РПЦ от 31 января 1991 года из состава Хабаровской епархии были выделены Владивостокская и Магаданская епархии, от 23 февраля 1993 года — Южно-Сахалинская, от 28 декабря 1993 года — Благовещенская, от 7 октября 2002 года — Биробиджанская (в пределах территории Еврейской автономной области
).
10 июня 2005 года определением синода РПЦ в Хабаровске была открыта духовная семинария.
20 мая 2006 года архиепископ Хабаровский и Приамурский Марк (Тужиков) совершил чин освящение храма Петропавловского женского монастыря.
5 октября 2011 года из состава Хабаровской епархии была выделена Амурская епархия; также было образовано Николаевское викариатство Хабаровской епархии (в административных границах Аяно-Майского, Николаевского, Охотского и Тугуро-Чумиканского районов Хабаровского края). Тогда же Хабаровская и Амурская епархии были включены в состав новообразованной Приамурской митрополии. 21 октября 2016 года из Хабаровской епархии были выделены территории, вошедшие в состав Ванинской епархии в составе Приамурской митрополии.
В 2022 году Николаевское викариатство преобразовано в Николаевскую-на-Амуре епархию.

## Епископы
Хабаровское викариатство Благовещенской епархии
- 1925 - Трофим (Якобчук)
- 3 апреля 1926 — 25 апреля 1928 - Никифор (Ефимов)
- 1928—1931 - Пантелеимон (Максунов)
- 1931—1932 - Герман (Коккель)
- 24 августа 1933 — 5 декабря 1933 - Серафим (Трофимов)

Хабаровская епархия
- 30 января 1946 — 10 июля 1947 - Венедикт (Пляскин)
- 10 июля 1947 — 1948 - Варфоломей (Городцов) в/у, архиепископ Новосибирский
- 29 августа 1948 — 11 августа 1949 - Гавриил (Огородников)
- 9 июня 1949 — 20 февраля 1958 - Палладий (Шерстенников) в/у, архиепископ Иркутский
- 21 февраля 1958 — 31 мая 1973 - Вениамин (Новицкий) в/у, архиепископ Иркутский
- 31 мая 1973 — 17 апреля 1975 - Владимир (Котляров) в/у, архиепископ Иркутский
- 17 апреля 1975 — 24 апреля 1980 - Серапион (Фадеев) в/у, архиепископ Иркутский
- 27 апреля 1980 — 16 июля 1982 - Мефодий (Немцов) в/у, епископ Иркутский
- 16 июля 1982 — 26 декабря 1984 - Ювеналий (Тарасов) в/у, архиепископ Иркутский
- 26 декабря 1984 — 27 мая 1988 - Хризостом (Мартишкин) в/у, архиепископ Иркутский
- 23 июля 1988 — 25 марта 1991 - Гавриил (Стеблюченко)
- 31 января — 27 декабря 1991 - Вадим (Лазебный) в/у, епископ Иркутский
- 26 января 1992 — 18 июля 1995 - Иннокентий (Васильев)
- 3 сентября 1995 — 22 марта 2011 - Марк (Тужиков)
- 22 марта 2011 — 3 июня 2016 - Игнатий (Пологрудов)
- 3 июня 2016 — 28 декабря 2018 - Владимир (Самохин)
- с 28 декабря 2018 года - Артемий (Снигур)

## Викариатства
- Бикинское викариатство (с 2023 года)
- Николаевское викариатство (с 2022 года — самостоятельная епархия)

## Благочиния
- Амурское благочиние
- Троицкое благочиние
- Хабаровское благочиние

## Монастыри
- Свято-Петропавловский женский монастырь в селе Петропавловка Хабаровского района
- Мужская община при храме святителя Иннокентия Иркутского в Хабаровске